# Wagneriana taboga
Wagneriana taboga är en spindelart som beskrevs av Levi 1991. Wagneriana taboga ingår i släktet Wagneriana och familjen hjulspindlar. Inga underarter finns listade i Catalogue of Life.